# Liste der Bodendenkmäler in Rosenheim
Auf dieser Seite sind die Bodendenkmäler in der oberbayerischen kreisfreien Stadt Rosenheim zusammengestellt. Diese Tabelle ist eine Teilliste der Liste der Bodendenkmäler in Bayern. Grundlage ist die Bayerische Denkmalliste, die auf Basis des Bayerischen Denkmalschutzgesetzes vom 1. Oktober 1973 erstmals erstellt wurde und seither durch das Bayerische Landesamt für Denkmalpflege geführt wird. Die folgenden Angaben ersetzen nicht die rechtsverbindliche Auskunft der Denkmalschutzbehörde.

## Bodendenkmäler der Gemeinde Rosenheim

### Bodendenkmäler in der Gemarkung Aising
| Lage                        | Objekt | Akten-Nr.     | Bild |
| --------------------------- | --- | ------------- | ---- |
| Aising Rosenheim (Standort) | Untertägige mittelalterliche und frühneuzeitliche Teile der Katholischen Filialkirche St. Stephanus von Aising mit Friedhof. | D-1-8138-0196 |      |

### Bodendenkmäler in der Gemarkung Happing
| Lage                         | Objekt | Akten-Nr.     | Bild |
| ---------------------------- | --- | ------------- | ---- |
| Happing Rosenheim (Standort) | Untertägige mittelalterliche und neuzeitliche Teile der Katholischen Filialkirche St. Martin von Happing mit Friedhof.                  | D-1-8138-0199 |      |
| Happing Rosenheim (Standort) | Untertägige mittelalterliche und frühneuzeitliche Befunde im Bereich der Katholischen Wallfahrtskirche Hl. Blut am Wasen in Heiligblut. | D-1-8138-0203 |      |
| Happing Rosenheim (Standort) | Verebnete Grabhügel vorgeschichtlicher Zeitstellung.                                                                                    | D-1-8138-0287 |      |

### Bodendenkmäler in der Gemarkung Pang
| Lage                      | Objekt | Akten-Nr.     | Bild |
| ------------------------- | --- | ------------- | ---- |
| Pang Rosenheim (Standort) | Siedlung der Latènezeit und der römischen Kaiserzeit.                                                                                         | D-1-8138-0015 |      |
| Pang Rosenheim (Standort) | Siedlung und vermutlich Brandopferplatz der Urnenfelderzeit.                                                                                  | D-1-8138-0022 |      |
| Pang Rosenheim (Standort) | Untertägige mittelalterliche und frühneuzeitliche Teile der Katholischen Pfarrkirche Mariä Himmelfahrt von Pang mit Friedhof.                 | D-1-8138-0194 |      |
| Pang Rosenheim (Standort) | Untertägige mittelalterliche und frühneuzeitliche Teile der Katholischen Filial- und Wallfahrtskirche Hl. Kreuz von Westerndorf mit Friedhof. | D-1-8138-0215 |      |
| Pang Rosenheim (Standort) | Siedlung der Latènezeit. | D-1-8138-0220 |      |

### Bodendenkmäler in der Gemarkung Rosenheim
| Lage                 | Objekt | Akten-Nr.     | Bild |
| -------------------- | --- | ------------- | ---- |
| Rosenheim (Standort) | Untertägige mittelalterliche und frühneuzeitliche Siedlungsteile der historischen Altstadt von Rosenheim (Innerer Markt).                                                                            | D-1-8138-0012 |      |
| Rosenheim (Standort) | Brandgräberfeld der römischen Kaiserzeit. | D-1-8138-0067 |      |
| Rosenheim (Standort) | Verebnete Grabhügel vorgeschichtlicher Zeitstellung. | D-1-8138-0137 |      |
| Rosenheim (Standort) | Grabhügel vorgeschichtlicher Zeitstellung. | D-1-8138-0138 |      |
| Rosenheim (Standort) | Untertägige spätmittelalterliche und frühneuzeitliche Siedlungsteile der historischen Stadterweiterung von Rosenheim (Äußerer Markt).                                                                | D-1-8138-0152 |      |
| Rosenheim (Standort) | Untertägige frühneuzeitliche Siedlungsteile der Färber- und Lederervorstadt außerhalb des Stadtbefestigung von Rosenheim.                                                                            | D-1-8138-0153 |      |
| Rosenheim (Standort) | Untertägige mittelalterliche und frühneuzeitliche Teile der Katholischen Stadtpfarrkirche St. Nikolaus von Rosenheim mit Friedhof.                                                                   | D-1-8138-0159 |      |
| Rosenheim (Standort) | Untertägige mittelalterliche und frühneuzeitliche Teile der Stadtbefestigung von Rosenheim. | D-1-8138-0160 |      |
| Rosenheim (Standort) | Untertägige spätmittelalterliche und frühneuzeitliche Teile der Erweiterung der Stadtbefestigung von Rosenheim.                                                                                      | D-1-8138-0161 |      |
| Rosenheim (Standort) | Untertägige mittelalterliche und frühneuzeitliche Teile der Katholischen Filialkirche Hl. Geist von Rosenheim.                                                                                       | D-1-8138-0164 |      |
| Rosenheim (Standort) | Untertägige mittelalterliche und frühneuzeitliche Teile der Katholischen Nebenkirche St. Quirin von Fürstätt mit Friedhof.                                                                           | D-1-8138-0201 |      |
| Rosenheim (Standort) | Untertägige frühneuzeitliche Teile der Katholischen Spitalkirche St. Joseph von Rosenheim mit angeschlossenem Bürgerspital.                                                                          | D-1-8138-0205 |      |
| Rosenheim (Standort) | Untertägige frühneuzeitliche Teile des ehemaligen Pestfriedhofs, der Katholischen Klosterkirche St. Sebastian und des Kapuzinerklosters von Rosenheim.                                               | D-1-8138-0206 |      |
| Rosenheim (Standort) | Untertägige frühneuzeitliche Teile der Katholischen Loretokapelle von Rosenheim. | D-1-8138-0207 |      |
| Rosenheim (Standort) | Untertägige frühneuzeitliche Teile der Katholischen Roßackerkapelle zu Unserer Lieben Frau und zu den Sieben Zufluchten von Rosenheim mit zugehörigem Eremitenbenefizium.                            | D-1-8138-0208 |      |
| Rosenheim (Standort) | Gräberbezirk mit Kreisgräben und rechteckigen Einfriedungen vor- und frühgeschichtlicher Zeitstellung.                                                                                               | D-1-8138-0221 |      |
| Rosenheim (Standort) | Untertägige spätmittelalterliche und frühneuzeitliche Teile der säkularisierten Michaelskapelle von Rosenheim.                                                                                       | D-1-8138-0254 |      |
| Rosenheim (Standort) | Untertägige frühneuzeitliche Befunde im Bereich der ehemalige Salzstadel außerhalb der Stadtbefestigung von Rosenheim.                                                                               | D-1-8138-0255 |      |
| Rosenheim (Standort) | Untertägige frühneuzeitliche Teile des ehemaligen Kapuzinerklosters mit der Katholischen Klosterkirche St. Elisabeth und des Pfarrfriedhofs mit der Katholischen Kapelle St. Salvator von Rosenheim. | D-1-8138-0256 |      |

### Bodendenkmäler in der Gemarkung Stephanskirchen
| Lage                       | Objekt                                                       | Akten-Nr.     | Bild |
| -------------------------- | ------------------------------------------------------------ | ------------- | ---- |
| Stephanskirchen (Standort) | Brückenfundamente vor- und frühgeschichtlicher Zeitstellung. | D-1-8138-0074 |      |

### Bodendenkmäler in der Gemarkung Westerndorf St.Peter
| Lage                                      | Objekt | Akten-Nr.     | Bild |
| ----------------------------------------- | --- | ------------- | ---- |
| Westerndorf St.Peter Rosenheim (Standort) | Siedlung der römischen Kaiserzeit. | D-1-8138-0070 |      |
| Westerndorf St.Peter Rosenheim (Standort) | Siedlung der römischen Kaiserzeit. | D-1-8138-0124 |      |
| Westerndorf St.Peter Rosenheim (Standort) | Verebnete Grabhügel vorgeschichtlicher Zeitstellung.                                                                                             | D-1-8138-0135 |      |
| Westerndorf St.Peter Rosenheim (Standort) | Teilstück einer Straße der römischen Kaiserzeit.                                                                                                 | D-1-8138-0139 |      |
| Westerndorf St.Peter Rosenheim (Standort) | Siedlung mit Töpferei der römischen Kaiserzeit.                                                                                                  | D-1-8138-0174 |      |
| Westerndorf St.Peter Rosenheim (Standort) | Siedlung der römischen Kaiserzeit. | D-1-8138-0191 |      |
| Westerndorf St.Peter Rosenheim (Standort) | Untertägige mittelalterliche und frühneuzeitliche Teile der Katholischen Filialkirche St. Peter in Westerndorf St. Peter mit ehemalige Kirchhof. | D-1-8138-0192 |      |
| Westerndorf St.Peter Rosenheim (Standort) | Brandbestattungen der Urnenfelderzeit. | D-1-8138-0273 |      |